# 委內瑞拉頰脂鯉
委內瑞拉頰脂鯉（学名：Apareiodon gransabana），為輻鰭魚綱脂鯉目脂鯉亞目下口半脂鯉科的其中一個種，分布於南美洲蓋亞那、蘇利南及法屬圭亞那的奧里諾科河及沿岸河流流域，體長可達9.2公分，棲息在岩石底質流動快速的河川，成群活動，生活習性不明。